# Ernst Bratuscheck
Ernst Carl Ludwig Bratuscheck (* 8. März 1837 in Auleben bei Nordhausen; † 15. Januar 1883 in Gießen) war ein deutscher Klassischer Philologe und Philosoph.
Ernst Bratuschek studierte bei August Boeckh und Friedrich Adolf Trendelenburg in Berlin. 1865 wurde er bei Boeckh promoviert, 1866 legte er das Lehrerexamen ab. 1867 bis 1870 lehrte er an der Friedrichs-Werderschen Gewerbeschule in Berlin, 1870 wurde er Oberlehrer an der Luisenschule in Berlin. 1871 habilitierte er sich und lehrte als Privatdozent für Philosophie an der Universität Berlin, 1874 wurde er Professor für Philosophie an der Universität Gießen.
Er war von 1858 bis 1872 Mitherausgeber der gesammelten kleinen Schriften von August Boeckh und gab 1877 auf Grund von Notizen von Boeckh und von Hörermitschriften dessen Encyklopädie und Methodologie der philologischen Wissenschaften heraus.

## Veröffentlichungen (Auswahl)
- Platonis Phaedri dispositio. Berlin 1865 (= Dissertation).
- mit Ferdinand Ascherson, Paul Eichholtz (Hrsg.): August Boeckh's gesammelte kleine Schriften. 7 Bände, Teubner, Leipzig 1858–1872.
- Germanische Göttersage. 1869.
- (Hrsg.): August Boeckh: Encyklopädie und Methodologie der philologischen Wissenschaften. Teubner, Leipzig 1877 (Digitalisat).